# Chlorocytus dinotiscoides
Chlorocytus dinotiscoides är en stekelart som först beskrevs av Karl-Johan Hedqvist 1974.  Chlorocytus dinotiscoides ingår i släktet Chlorocytus och familjen puppglanssteklar. Arten är reproducerande i Sverige. Inga underarter finns listade i Catalogue of Life.